# Festival REC 2023
Festival REC 2023 fue la octava edición del festival musical en Concepción, Chile, el cual se llevó a cabo en el Parque Bicentenario de Concepción y el Teatro Biobío los días 28 y 29 de octubre marzo de 2023.

## Historia
En noviembre de 2022, el entonces Gobernador regional del Biobío, Rodrigo Díaz, planteó que el festival debía realizarse "el segundo semestre del próximo año y tal vez podríamos desplazarlo un par de semanas más hacia los primeros días de diciembre".
El 26 de septiembre de 2023, la organización anunció el line-up oficial, liderado por Juanes, Christina y Los Subterráneos, 2 Minutos, Camila Moreno, Alain Johannes Trío, Pánico, Café Tacvba, Candlebox, Francisca Valenzuela y Los Miserables.
El evento estuvo marcado por las fuertes lluvias ocurridas en la primera jornada, lo que llevó a reprogramar las presentaciones en los escenarios Antuco, Lanalhue y Llacolén para la segunda jornada. Ese mismo día, algunas presentaciones se realizaron excepcionalmente en el recinto La Bodeguita de Nicanor. Sin embargo, lo anterior produjo que ciertas bandas quedaran fuera de la programación.

## Lineup

### Lineup diario
| Sábado 28 de octubre | Sábado 28 de octubre | Sábado 28 de octubre | Sábado 28 de octubre         | Sábado 28 de octubre    |
| Escenario Antuco     | Escenario Lanalhue   | Escenario Llacolén   | Teatro Biobío                | La Bodeguita de Nicanor |
| -------------------- | -------------------- | -------------------- | ---------------------------- | ----------------------- |
|                      |                      |                      | Alain Johannes Trío          | TFried                  |
|                      |                      |                      | Christina y Los Subterráneos | Constanza Nicolet       |
|                      |                      |                      | Nicole                       | Catalina                |
|                      |                      |                      | Camila Moreno                | Red Bull Batalla        |
|                      |                      |                      | Alectrofobia                 |                         |
|                      |                      |                      | Mazapán                      |                         |
|                      |                      |                      | Los Frutantes                |                         |
|                      |                      |                      | Llacolén                     |                         |

| Domingo 29 de octubre | Domingo 29 de octubre | Domingo 29 de octubre | Domingo 29 de octubre |
| Escenario Antuco      | Escenario Lanalhue    | Escenario Llacolén    | Teatro Biobío         |
| --------------------- | --------------------- | --------------------- | --------------------- |
| Café Tacvba           | Juanes                | Pánico                | Miss Garrison         |
| Candlebox             | Francisca Valenzuela  | Los Miserables        | Caravana Cósmica      |
| Pedropiedra           | Mantarraya            | Akriila               | Nabucodonosor         |
|                       |                       | Francisco Victoria    | Javi Urra             |
|                       |                       | Abducción             | Casa Tomada           |
|                       |                       | 2 Minutos             | Ineino                |
|                       |                       | Antipatriarka         | Elegía al Atardecer   |
|                       |                       | EAQCTLT               | Cecilia Gutiérrez     |
|                       |                       |                       | Fhennu                |
|                       |                       |                       | Miles de Aves         |
|                       |                       |                       | Sinergia Kids         |
|                       |                       |                       | Los Fi                |